# Борисова, Надежда Владимировна
Наде́жда Влади́мировна Бори́сова (род. 10 марта 1976) — российский политолог, специалист в области региональных политических процессов, локальной политики, сравнительной политологии, гендерных аспектов современной политики, языковой политики и этнополитологии. Доктор политических наук (2022), профессор, декан историко-политологического факультета Пермского университета (с 2018).

## Биография
В 1993—1998 годах училась на историческом (историко-политологическом) факультете Пермского государственного университета (специальность «история»). Обучалась по программе поствузовского обучения «Политическая теория и политическое развитие» на факультете политической науки МВШСЭН Академии народного хозяйства при Правительстве РФ (1998—1999), получила степень MA in Political Science (Манчестерский университет)
Работала в информационно-аналитическом отделе Законодательного собрания Пермской области, одновременно обучалась в аспирантуре кафедры политических наук ПГУ (1999—2002), с 1999 года — преподаватель кафедры. Читала курсы: «Политическая регионалистика», «Сравнительная политология», «Гендерный подход в изучении политики», «Теория политики» и др. В 2003 году в Институте Европы РАН под руководством Л. А. Фадеевой защитила кандидатскую диссертацию «Институциональное измерение трансформации политических режимов: сравнительный анализ Мексики и России».
С 2007 года — эксперт Пермской краевой предметной комиссии ЕГЭ по истории, с 2010 года — председатель краевой предметной комиссии ЕГЭ по обществознанию. Руководитель исследовательского проекта «Языковые режимы в современной России: эффекты языковой преференциальной политики в полиэтнических регионах)» по гранту РФФИ, № 18-011-00763 А (2018—2020), ответственный исполнитель по ряду грантов РФФИ и РНФ.
В ноябре 2018 года назначена исполняющей обязанности декана историко-политологического факультета ПГНИУ, в январе 2019 года избрана на должность учёном советом. В октябре 2021 года в Казанском федеральном университете защитила докторскую диссертацию «Факторы вариативности языковой политики и языковых режимов в сложноустроенных политиях». Научный руководитель магистерской программы «Политика и сообщества в современном городе: социологические исследования и политическая экспертиза».

## Научная деятельность
Выявила и охарактеризовала конфигурации факторов, обусловливающих вариативность языковой политики и языковых режимов в сложноустроенных политиях в контексте обеспечения их политической устойчивости. На основе сравнения пяти стран со сложным политико-институциональным устройством (Боснии и Герцеговины как этнической федерации, Индии как федерации смешанного типа, Испании, Великобритании и Сербии как федерированных государств) определено, что тип языкового режима обусловлен не только языковой политикой, но и характером спроса в сообществе на миноритарный язык, а также иными маркерами этно-региональной идентичности, являющихся ресурсом артикуляции требований региональной автономии.
Определила, что в этнически гетерогенных государствах тип языкового режима обусловлен особенностями процессов нациестроительства, в контексте которых язык приобретает большее символическое значение, а языковая политика является инструментом притязаний этнических групп на политическую субъектность.

## Основные работы
Книги
- Выборы в современном мире: институты, процессы и технологии / под ред. Н. В. Борисовой, Н. М. Беляевой; Перм. гос. нац. иссл. ун-т. — Пермь, 2013.
- Когда языки в огне: оспаривание языковых режимов как вызов балансу в межэтнических отношениях. — М. : Политическая энциклопедия, 2017. — 189 с. — (Политология России).
- Балансируя притязания: этнические региональные автономии, целостность государства и права этнических меньшинств / под ред. П. В. Панова. — М.: Политическая энциклопедия, 2017. — 214 с. — (Политология России).
- Этническая политика: конфликтные, миграционные и электоральные аспекты / [П. В. Осколков и др.] — М.: Ин-т Европы РАН, 2023. — 124 с.

Статьи
- (в соавт.) «Когда одни не могут, а другие не хотят, доминирует третий»: к проблеме субъективных ролей в реформе местного самоуправления в Перми и Пермском крае // Человек. Сообщество. Управление. 2016. № 3.
- (в соавт.) Стратегические ориентиры и миссии современных университетов в зеркале их организационной структуры // Власть. 2016. № 11
- Языковые территориальные режимы в этнических федерациях // Вестник Пермского университета. Серия «Политология». 2016. № 4
- Борисова Н. В., Бородина Л. С. Борьба за язык и языковая преференциальная политика как факторы этнополитической конфликтности в современной Индии // Ars Administrandi. 2016. № 4.
- (в соавт.) Консультативно-совещательные органы в сфере межнациональных отношений: проблема представительства этнических групп на региональном уровне в России // Вестник Пермского университета. Серия «Политология». 2016. № 4
- Политизация языка и языковая политика в этнических территориальных автономиях // Мировая экономика и международные отношения. 2016. № 9. С. 67-75.
- Borisova N., Sulimov K. Language Territorial Regimes in Multilingual Ethnic Territorial Autonomies // Nationalities Papers. 2018. Vol.46. Issue 3. DOI: 10.1080/00905992.2017.1351938
- "Языковой режим разъединения и баланс в межэтнических отношениях в Боснии и Герцеговине // Вестник Пермского университета. Серия «Политология». 2017. № 3.
- Этнолингвистическая структура общества как фактор языковой преференциальной политики в Индии. // Человек. Сообщество. Управление. 2017. № 2.
- «Сила» территориальной автономии и языковая преференциальная политика в современном мире // Сравнительная политика. — 2018. — № 2. — С. 62-82. DOI: 10.18611/2221-3279-2018-9-2-62-82
- Борисова Н. В., Филиппова Е. Ю. Политика языка в контексте электоральной борьбы в Каталонии // ПолИс. — 2019. — № 3.
- Борьба за язык и институционализация языковой преференциальной политики в Уэльсе // Современная Европа. — 2019. — № 2.
- Языковая преференциальная политика и политика языка в этнических республиках России: представление базы данных // Вестник Пермского университета. Политология. 2019. Т. 13. № 3. сс. 99-110. DOI: 10.17072/2218-1067-2019-3-99-110
- Судьба «Неэтнического регионализма» и языковые требования в регионалистской повестке: Воеводина и Истрия в сравнительной перспективе. // Вестник Пермского университета. Политология. 2020. — Т. 14. — № 1. сс. 40-53. DOI: 10.17072/2218-1067-2020-1-40-53
- Вопрос о языке в полиэтнических регионах России: конфликтогенный потенциал и вариативность реализации языковой политики // Вестник Пермского университета. Серия: Политология. 2020. — Т. 14. — № 4. сс. 50-61. DOI: 10.17072/2218-1067-2020-4-50-61
- Маркеры политической субъектности регионов стран Европы в контексте многоуровневого управления // Ars Administrandi. 2020. Т. 12. № 4. cc. 541—555. DOI: 10.17072/2218-9173-2020-4-541-555
- (в соавт.) Регионализм и многоуровневая политика по языковому вопросу в странах Европы // Ars Administrandi (Искусство управления). 2022. Т. 14, № 1. С. 150—173. https://doi.org/10.17072/2218-9173-2022-1-150-173.
- Исследовательские оптики и методологические ракурсы современной этнополитологии // ПолИс. 2022. № 1. С. 184—191. https://doi.org/10.17976/jpps/2022.01.15